# Патнам (Тексас)
Патнам (енгл. Putnam) град је у америчкој савезној држави Тексас. По попису становништва из 2010. у њему је живело 94 становника.

## Демографија
Према попису становништва из 2010. у граду је живело 94 становника, што је 6 (6,8%) становника више него 2000. године.
| Група             | 2000.      | 2010.      |
| Белци             | 84 (95,5%) | 91 (96,8%) |
| Афроамериканци    | 0 (0,0%)   | 0 (0,0%)   |
| Азијати           | 1 (1,1%)   | 0 (0,0%)   |
| Хиспаноамериканци | 3 (3,4%)   | 3 (3,2%)   |
| Укупно            | 88         | 94         |